# Padise
Padise (německy Padis) je vesnice v estonském kraji Harjumaa, samosprávně patřící do obce Lääne-Harju.

## Galerie

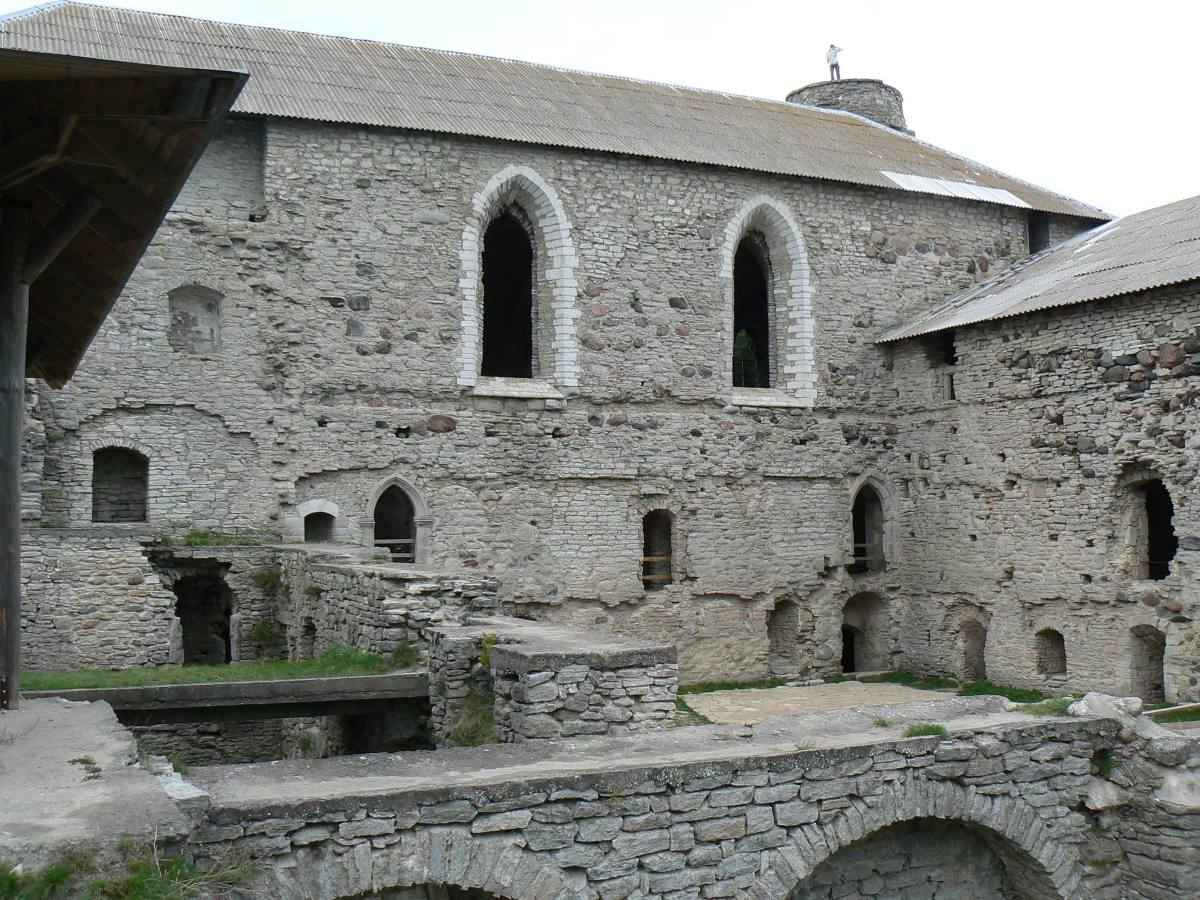
Padiský klášter
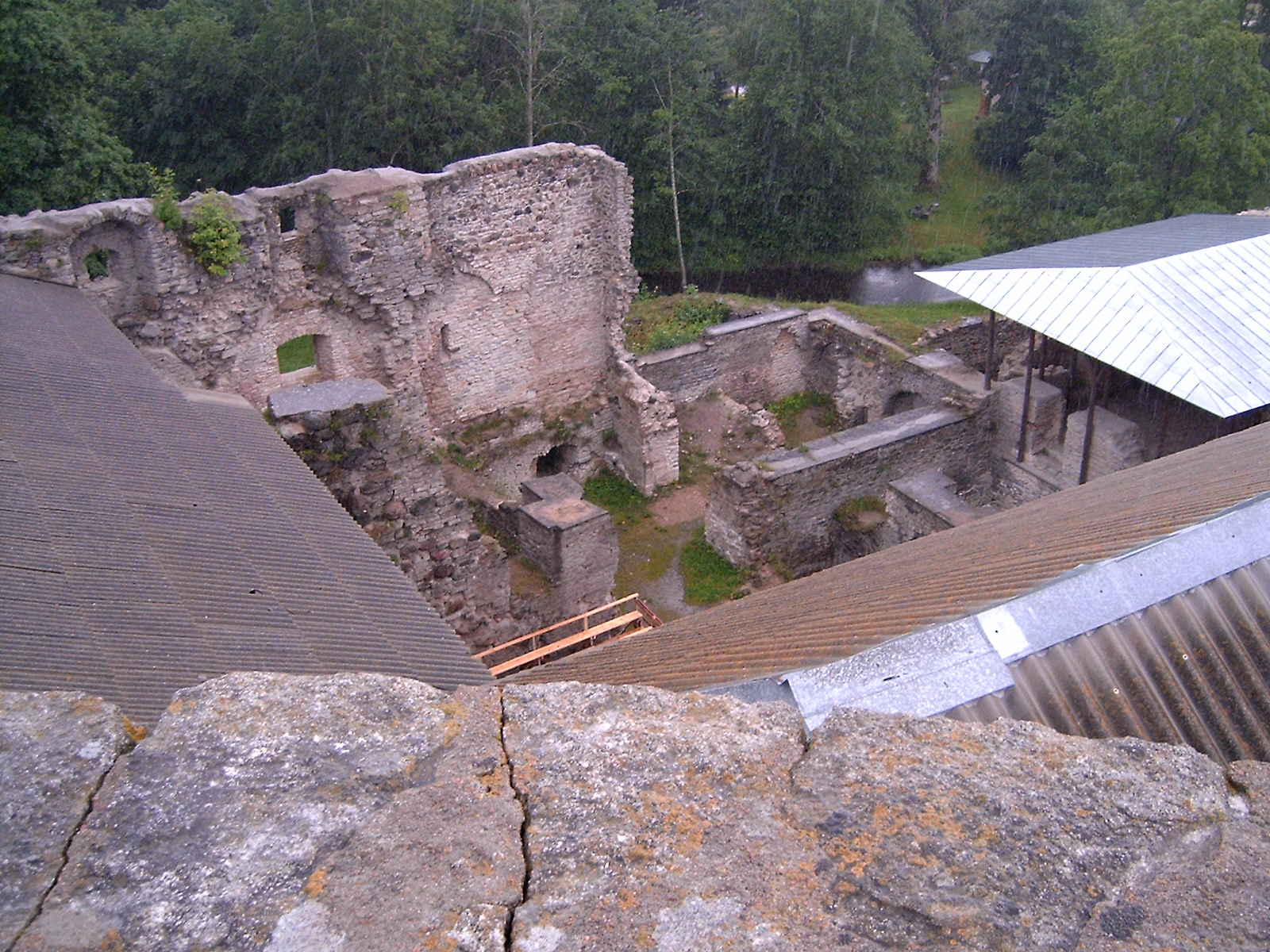
Padiský klášter